# 유럽 피겨스케이팅 선수권 대회
유럽 피겨 스케이팅 선수권대회(European Figure Skating Championships)는 국제빙상연맹(ISU)이 주관하는 피겨스케이팅의 국제대회이다. 이 대회는 피겨스케이팅에서 사대륙 선수권대회와 더불어 ISU가 주최하는 국제대회 중 비중이 높은 대회이며 여자싱글, 남자싱글, 페어, 아이스댄싱의 네 종목으로 구성되어 있다. 보통 매년 2월에 개최된다.

## 역사
유럽 피겨스케이팅 선수권대회는 1891년에 처음으로 개최되었다. 처음에는 남자 선수만 참가하여 남자 싱글 대회만 열렸으나, 1930년부터 여자 싱글, 페어 스케이팅 대회도 추가되어 여자 선수들도 참가하게 되었고, 아이스댄싱은 1954년 추가되었다.

## 출전 규정
ISU연맹의 승인을 받은 유럽국가 선수여야 한다. 기본적으로 싱글 종목에는 한 명씩, 페어와 아이스댄스에는 한 팀씩 출전할 수 있다. 각 나라당 가장 많이 출전할 수 있는 수는 싱글 종목에는 3명, 페어와 아이스댄스에는 세 팀씩 출전할 수 있다. 각 나라 마다 직전 해의 랭킹 포인트나 선수의 위치에 따라 2개 또는 3개의 출전권을 얻게된다. 선수는 유럽선수권이 개최되는 년도의 7월 1일 이전까지 만 15세 이상이 되는 선수만이 출전할 수 있다.
- 각 나라당 출전권 규정
  - 한 국가에서 한 선수(혹은 팀)가 출전하여 2위 내에 입상한 경우 - 다음 유럽 선수권 출전권은 3장이다.
  - 한 국가에서 한 선수(또는 팀)가 출전하여 10위 내에 입상한 경우 - 다음 유럽 선수권 출전권은 2장이다.
  - 한 국가에서 두 선수(혹은 팀)가 출전하여 두 선수의 순위 합이 13위내에 입상한 경우 - 다음 유럽 선수권 출전권은 3장이다.
  - 한 국가에서 두 선수(혹은 팀)가 출전하여 두 선수의 순위 합이 28위 내에 입상한 경우 - 다음 유럽선수권 출전권은 2장이다.

## 유럽 선수권대회 입상자

### 남자 싱글
| 남자 입상자 | 남자 입상자                                 | 남자 입상자                                 | 남자 입상자                                 | 남자 입상자                                 | 남자 입상자 |
| ----------- | ------------------------------------------- | ------------------------------------------- | ------------------------------------------- | ------------------------------------------- | ----------- |
| 개최년도    | 개최지                                      | 금                                          | 은                                          | 동                                          |             |
| 1891        | 독일 제국 함부르크                          | 독일 제국 오스카르 울리히                   | 독일 제국 A. Schmitson                      | 독일 제국 프란츠 칠리                       |             |
| 1892        | 오스트리아 빈                               | 오스트리아 에두아르트 엥겔만                | 헝가리 Tibor von Földváry                   | 오스트리아 게오르크 차하리아데스            |             |
| 1893        | 독일 제국 베를린                            | 오스트리아 에두아르트 엥겔만                | 스웨덴 헨닝 그레난데르                      | 오스트리아 게오르크 차하리아데스            |             |
| 1894        | 오스트리아 빈                               | 오스트리아 에두아르트 엥겔만                | 오스트리아 구스타프 휘겔                    | 헝가리 Tibor von Földváry                   |             |
| 1895        | 헝가리 부다페스트                           | 헝가리 Tibor von Földváry                   | 오스트리아 구스타프 휘겔                    | 독일 제국 Gilbert Fuchs                     |             |
| 1896-1897   | 대회가 열리지 않음                          | 대회가 열리지 않음                          | 대회가 열리지 않음                          | 대회가 열리지 않음                          |             |
| 1898        | 노르웨이 트론헤임                           | 스웨덴 울리크 살쇼브                        | 노르웨이 Johan Lefstad                      | 노르웨이 Oscar Holthe                       |             |
| 1899        | 스위스 다보스                               | 스웨덴 울리크 살쇼브                        | 오스트리아 구스타프 휘겔                    | 오스트리아 에른스트 펠너                    |             |
| 1900        | 독일 제국 베를린                            | 스웨덴 울리크 살쇼브                        | 오스트리아 구스타프 휘겔                    | 노르웨이 Oscar Holthe                       |             |
| 1901        | 오스트리아 빈                               | 오스트리아 구스타프 휘겔                    | 독일 제국 Gilbert Fuchs                     | 스웨덴 Ulrich Salchow                       |             |
| 1902-1903   | 경기장이 없는 이유로 대회가 취소됨          | 경기장이 없는 이유로 대회가 취소됨          | 경기장이 없는 이유로 대회가 취소됨          | 경기장이 없는 이유로 대회가 취소됨          |             |
| 1904        | 스위스 다보스                               | 스웨덴 울리크 살쇼브                        | 오스트리아 Max Bohatsch                     | 러시아 니콜라이 파닌                        |             |
| 1905        | 독일 제국 본                                | 오스트리아 Max Bohatsch                     | 독일 제국 하인리히 부르거                   | 독일 제국 카를 쳉거                         |             |
| 1906        | 스위스 다보스                               | 스웨덴 울리크 살쇼브                        | 오스트리아 에른스트 헤르츠                  | 스웨덴 페르 토렌                            |             |
| 1907        | 독일 제국 베를린                            | 스웨덴 울리크 살쇼브                        | 독일 제국 Gilbert Fuchs                     | 오스트리아 에른스트 헤르츠                  |             |
| 1908        | 폴란드 바르샤바                             | 오스트리아 에른스트 헤르츠                  | 러시아 니콜라이 파닌                        | 오스트리아 Stefan Przedrzymirski            |             |
| 1909        | 헝가리 부다페스트                           | 스웨덴 울리크 살쇼브                        | 독일 제국 Gilbert Fuchs                     | 스웨덴 페르 토렌                            |             |
| 1910        | 독일 제국 베를린                            | 스웨덴 울리크 살쇼브                        | 독일 제국 베르너 리트베르거                 | 스웨덴 페르 토렌                            |             |
| 1911        | 러시아 상트페테르부르크                     | 스웨덴 페르 토렌                            | 러시아 카를 올로프                          | 독일 제국 베르너 리트베르거                 |             |
| 1912        | 스웨덴 스톡홀름                             | 스웨덴 예스타 산달                          | 러시아 이반 말리닌                          | 노르웨이 Martin Stixrud                     |             |
| 1913        | 노르웨이 오슬로                             | 스웨덴 Ulrich Salchow                       | 헝가리 Andor Szende                         | 오스트리아 빌리 뵈클                        |             |
| 1914        | 오스트리아 빈                               | 오스트리아 프리츠 카흘러                    | 노르웨이 Andreas Krogh                      | 오스트리아 빌리 뵈클                        |             |
| 1915-1921   | 제1차 세계 대전으로 인해 경기가 열리지 않음 | 제1차 세계 대전으로 인해 경기가 열리지 않음 | 제1차 세계 대전으로 인해 경기가 열리지 않음 | 제1차 세계 대전으로 인해 경기가 열리지 않음 |             |
| 1922        | 스위스 다보스                               | 오스트리아 빌리 뵈클                        | 오스트리아 프리츠 카흘러                    | 오스트리아 에른스트 오파허                  |             |
| 1923        | 노르웨이 오슬로                             | 오스트리아 빌리 뵈클                        | 노르웨이 Martin Stixrud                     | 핀란드 군나르 야콥손                        |             |
| 1924        | 스위스 다보스                               | 오스트리아 프리츠 카흘러                    | 오스트리아 루트비히 브레데                  | 독일 베르너 리트베르거                      |             |
| 1925        | 독일 트리베르크                             | 오스트리아 빌리 뵈클                        | 독일 베르너 리트베르거                      | 오스트리아 오토 프라이세커                  |             |
| 1926        | 스위스 다보스                               | 오스트리아 빌리 뵈클                        | 오스트리아 오토 프라이세커                  | 스위스 게오르크 가우치                      |             |
| 1927        | 오스트리아 빈                               | 오스트리아 빌리 뵈클                        | 오스트리아 후고 디스틀러                    | 오스트리아 카를 셰퍼                        |             |
| 1928        | 체코슬로바키아 오파바                       | 오스트리아 빌리 뵈클                        | 오스트리아 카를 셰퍼                        | 오스트리아 오토 프라이세커                  |             |
| 1929        | 스위스 다보스                               | 오스트리아 카를 셰퍼                        | 스위스 게오르크 가우치                      | 오스트리아 루트비히 브레데                  |             |
| 1930        | 오스트리아 빈                               | 오스트리아 카를 셰퍼                        | 체코슬로바키아 오토 골드                    | 핀란드 마르쿠스 니카넨                      |             |
| 1931        | 스위스 장크트모리츠                         | 오스트리아 카를 셰퍼                        | 독일 에른스트 바이어                        | 오스트리아 후고 디스틀러                    |             |
| 1932        | 프랑스 파리                                 | 오스트리아 카를 셰퍼                        | 독일 에른스트 바이어                        | 오스트리아 에리히 에르되스                  |             |
| 1933        | 영국 런던                                   | 오스트리아 카를 셰퍼                        | 독일 에른스트 바이어                        | 오스트리아 에리히 에르되스                  |             |
| 1934        | 체코슬로바키아 프라하                       | 오스트리아 카를 셰퍼                        | 헝가리 Dénes Pataky                         | 헝가리 테르타크 엘레메르                    |             |
| 1935        | 스위스 장크트모리츠                         | 오스트리아 카를 셰퍼                        | 오스트리아 펠릭스 카스파르                  | 나치 독일 에른스트 바이어                   |             |
| 1936        | 나치 독일 베를린                            | 오스트리아 카를 셰퍼                        | 영국 그레이엄 샤프                          | 나치 독일 에른스트 바이어                   |             |
| 1937        | 체코슬로바키아 프라하                       | 오스트리아 펠릭스 카스파르                  | 영국 그레이엄 샤프                          | 헝가리 테르타크 엘레메르                    |             |
| 1938        | 스위스 장크트모리츠                         | 오스트리아 펠릭스 카스파르                  | 영국 그레이엄 샤프                          | 오스트리아 헤르베르트 알바르트              |             |
| 1939        | 영국 런던                                   | 영국 그레이엄 샤프                          | 영국 프레더릭 톰린스                        | 나치 독일 호르스트 파버                     |             |
| 1940-1946   | 제2차 세계 대전으로 인해 경기가 열리지 않음 | 제2차 세계 대전으로 인해 경기가 열리지 않음 | 제2차 세계 대전으로 인해 경기가 열리지 않음 | 제2차 세계 대전으로 인해 경기가 열리지 않음 |             |
| 1947        | 스위스 다보스                               | 스위스 한스 게르슈빌러                      | 체코슬로바키아 블라디슬라프 차프            | 벨기에 Fernand Leemans                      |             |
| 1948        | 체코슬로바키아 프라하                       | 미국 리처드 버튼                            | 스위스 한스 게르슈빌러                      | 오스트리아 에디 라다                        |             |
| 1949        | 이탈리아 밀라노                             | 오스트리아 에디 라다                        | 헝가리 키라이 에데                          | 오스트리아 헬무트 자이프트                  |             |
| 1950        | 노르웨이 오슬로                             | 헝가리 키라이 에데                          | 오스트리아 헬무트 자이프트                  | 이탈리아 카를로 파시                        |             |
| 1951        | 스위스 취리히                               | 오스트리아 헬무트 자이프트                  | 서독 호르스트 파버                          | 이탈리아 카를로 파시                        |             |
| 1952        | 오스트리아 빈                               | 오스트리아 헬무트 자이프트                  | 이탈리아 카를로 파시                        | 영국 마이클 캐링턴                          |             |
| 1953        | 서독 도르트문트                             | 이탈리아 카를로 파시                        | 프랑스 알랭 질레티                          | 서독 Freimut Stein                          |             |
| 1954        | 이탈리아 볼차노                             | 이탈리아 카를로 파시                        | 프랑스 알랭 질레티                          | 체코슬로바키아 카롤 디빈                    |             |
| 1955        | 헝가리 부다페스트                           | 프랑스 알랭 질레티                          | 영국 마이클 부커                            | 체코슬로바키아 카롤 디빈                    |             |
| 1956        | 프랑스 파리                                 | 프랑스 알랭 질레티                          | 영국 마이클 부커                            | 체코슬로바키아 카롤 디빈                    |             |
| 1957        | 오스트리아 빈                               | 프랑스 알랭 질레티                          | 체코슬로바키아 카롤 디빈                    | 영국 마이클 부커                            |             |
| 1958        | 체코슬로바키아 브라티슬라바                 | 체코슬로바키아 카롤 디빈                    | 프랑스 알랭 질레티                          | 프랑스 알랭 칼마                            |             |
| 1959        | 스위스 다보스                               | 체코슬로바키아 카롤 디빈                    | 프랑스 알랭 질레티                          | 오스트리아 노르베르트 펠징거                |             |
| 1960        | 서독 가르미슈파르텐키르헨                   | 프랑스 알랭 질레티                          | 오스트리아 노르베르트 펠징거                | 서독 만프레드 슈넬도르퍼                    |             |
| 1961        | 동독 베를린                                 | 프랑스 알랭 질레티                          | 프랑스 알랭 칼마                            | 서독 만프레드 슈넬도르퍼                    |             |
| 1962        | 스위스 제네바                               | 프랑스 알랭 칼마                            | 체코슬로바키아 카롤 디빈                    | 서독 만프레드 슈넬도르퍼                    |             |
| 1963        | 헝가리 부다페스트                           | 프랑스 알랭 칼마                            | 서독 만프레드 슈넬도르퍼                    | 오스트리아 에머리히 단처                    |             |
| 1964        | 프랑스 그르노블                             | 프랑스 알랭 칼마                            | 서독 만프레드 슈넬도르퍼                    | 체코슬로바키아 카롤 디빈                    |             |
| 1965        | 소련 모스코바                               | 오스트리아 에머리히 단처                    | 프랑스 알랭 칼마                            | 오스트리아 피터 조너스                      |             |
| 1966        | 체코슬로바키아 브라티슬라바                 | 오스트리아 에머리히 단처                    | 오스트리아 볼프강 슈바르츠                  | 체코슬로바키아 온드레이 네펠라              |             |
| 1967        | 유고슬라비아 류블랴나                       | 오스트리아 에머리히 단처                    | 오스트리아 볼프강 슈바르츠                  | 체코슬로바키아 온드레이 네펠라              |             |
| 1968        | 스웨덴 베스테로스                           | 오스트리아 에머리히 단처                    | 오스트리아 볼프강 슈바르츠                  | 체코슬로바키아 온드레이 네펠라              |             |
| 1969        | 서독 가르미슈파르텐키르헨                   | 체코슬로바키아 온드레이 네펠라              | 프랑스 파트리크 페라                        | 소련 세르게이 체트베루힌                    |             |
| 1970        | 소련 레닌그라드주                           | 체코슬로바키아 온드레이 네펠라              | 프랑스 파트리크 페라                        | 동독 귄터 쵤러                              |             |
| 1971        | 스위스 취리히                               | 체코슬로바키아 온드레이 네펠라              | 소련 세르게이 체트베루힌                    | 영국 Haig Oundjian                          |             |
| 1972        | 스웨덴 예테보리                             | 체코슬로바키아 온드레이 네펠라              | 소련 세르게이 체트베루힌                    | 프랑스 파트리크 페라                        |             |
| 1973        | 서독 쾰른                                   | 체코슬로바키아 온드레이 네펠라              | 소련 세르게이 체트베루힌                    | 동독 얀 호프만                              |             |
| 1974        | 유고슬라비아 자그레브                       | 동독 얀 호프만                              | 소련 세르게이 볼코프                        | 영국 존 커리                                |             |
| 1975        | 덴마크 코펜하겐                             | 소련 블라디미르 코발료프                    | 영국 존 커리                                | 소련 유리 옵친니코프                        |             |
| 1976        | 스위스 제노바                               | 영국 존 커리                                | 소련 블라디미르 코발료프                    | 동독 얀 호프만                              |             |
| 1977        | 핀란드 헬싱키                               | 동독 얀 호프만                              | 소련 블라디미르 코발료프                    | 영국 로빈 커즌스                            |             |
| 1978        | 프랑스 스트라스부르                         | 동독 얀 호프만                              | 소련 블라디미르 코발료프                    | 영국 로빈 커즌스                            |             |
| 1979        | 유고슬라비아 자그레브                       | 동독 얀 호프만                              | 소련 블라디미르 코발료프                    | 영국 로빈 커즌스                            |             |
| 1980        | 스웨덴 예테보리                             | 영국 로빈 커즌스                            | 동독 얀 호프만                              | 소련 블라디미르 코발료프                    |             |
| 1981        | 오스트리아 인스부르크                       | 소련 이고리 보브린                          | 프랑스 장크리스토프 시몽                    | 서독 노르베르트 슈람                        |             |
| 1982        | 프랑스 리옹                                 | 서독 노르베르트 슈람                        | 프랑스 장크리스토프 시몽                    | 소련 이고리 보브린                          |             |
| 1983        | 서독 도르트문트                             | 서독 노르베르트 슈람                        | 체코슬로바키아 요제프 사보프치크            | 소련 알렉산드르 파데예프                    |             |
| 1984        | 헝가리 부다페스트                           | 소련 알렉산드르 파데예프                    | 서독 Rudi Cerne                             | 서독 노르베르트 슈람                        |             |
| 1985        | 스웨덴 예테보리                             | 체코슬로바키아 요제프 사보프치크            | 소련 블라디미르 콧킨                        | 폴란드 그제고시 필리포프스키                |             |
| 1986        | 덴마크 코펜하겐                             | 체코슬로바키아 요제프 사보프치크            | 소련 블라디미르 콧킨                        | 소련 알렉산드르 파데예프                    |             |
| 1987        | 유고슬라비아 사라예보                       | 소련 알렉산드르 파데예프                    | 소련 블라디미르 콧킨                        | 소련 빅토르 페트렌코                        |             |
| 1988        | 체코슬로바키아 프라하                       | 소련 알렉산드르 파데예프                    | 소련 블라디미르 콧킨                        | 소련 빅토르 페트렌코                        |             |
| 1989        | 영국 버밍엄                                 | 소련 알렉산드르 파데예프                    | 폴란드 그제고시 필리포프스키                | 체코슬로바키아 Petr Barna                   |             |
| 1990        | 소련 레닌그라드주                           | 소련 빅토르 페트렌코                        | 체코슬로바키아 Petr Barna                   | 소련 Viacheslav Zagorodniuk                 |             |
| 1991        | 불가리아 소피아                             | 소련 빅토르 페트렌코                        | 체코슬로바키아 Petr Barna                   | 소련 Viacheslav Zagorodniuk                 |             |
| 1992        | 스위스 로잔                                 | 체코슬로바키아 Petr Barna                   | 우크라이나 빅토르 페트렌코                  | 러시아 알렉세이 우르마노프                  |             |
| 1993        | 핀란드 헬싱키                               | 우크라이나 Dmitri Dmitrenko                 | 프랑스 Philippe Candeloro                   | 프랑스 Eric Millot                          |             |
| 1994        | 덴마크 코펜하겐                             | 우크라이나 빅토르 페트렌코                  | 우크라이나 Viacheslav Zagorodniuk           | 러시아 알렉세이 우르마노프                  |             |
| 1995        | 독일 도르트문트                             | 러시아 일리아 쿨릭                          | 러시아 알렉세이 우르마노프                  | 우크라이나 Viacheslav Zagorodniuk           |             |
| 1996        | 불가리아 소피아                             | 우크라이나 Viacheslav Zagorodniuk           | 러시아 Igor Pashkevich                      | 러시아 일리아 쿨릭                          |             |
| 1997        | 프랑스 파리                                 | 러시아 알렉세이 우르마노프                  | 프랑스 Philippe Candeloro                   | 우크라이나 Viacheslav Zagorodniuk           |             |
| 1998        | 이탈리아 밀라노                             | 러시아 알렉세이 야구딘                      | 러시아 예브게니 플루셴코                    | 러시아 알렉산더 압트                        |             |
| 1999        | 체코 프라하                                 | 러시아 알렉세이 야구딘                      | 러시아 예브게니 플루셴코                    | 러시아 알렉세이 우르마노프                  |             |
| 2000        | 오스트리아 빈                               | 러시아 예브게니 플루셴코                    | 러시아 알렉세이 야구딘                      | 우크라이나 Dmitri Dmitrenko                 |             |
| 2001        | 슬로바키아 브라티슬라바                     | 러시아 예브게니 플루셴코                    | 러시아 알렉세이 야구딘                      | 프랑스 Stanick Jeannette                    |             |
| 2002        | 스위스 로잔                                 | 러시아 알렉세이 야구딘                      | 러시아 [알렉산더 압트                       | 프랑스 브라이언 주베르                      |             |
| 2003        | 스웨덴 말뫼                                 | 러시아 예브게니 플루셴코                    | 프랑스 브라이언 주베르                      | 프랑스 Stanick Jeannette                    |             |
| 2004        | 헝가리 부다페스트                           | 프랑스 브라이언 주베르                      | 러시아 예브게니 플루셴코                    | 러시아 일리아 클림킨                        |             |
| 2005        | 이탈리아 토리노                             | 러시아 예브게니 플루셴코                    | 프랑스 브라이언 주베르                      | 독일 슈테판 린데만                          |             |
| 2006        | 프랑스 리옹                                 | 러시아 예브게니 플루셴코                    | 스위스 스테판 랑비엘                        | 프랑스 브라이언 주베르                      |             |
| 2007        | 폴란드 바르샤바                             | 프랑스 브라이언 주베르                      | 체코 토마스 베르너                          | 벨기에 케빈 반 더 페렌                      |             |
| 2008        | 크로아티아 자그레브                         | 체코 토마스 베르너                          | 스위스 스테판 랑비엘                        | 프랑스 브라이언 주베르                      |             |
| 2009        | 핀란드 헬싱키                               | 프랑스 브라이언 주베르                      | 이탈리아 사무엘 콘테스티                    | 벨기에 케빈 반 더 페렌                      |             |
| 2010        | 에스토니아 탈린                             | 러시아 예브게니 플루셴코                    | 스위스 스테판 랑비엘                        | 프랑스 브라이언 주베르                      |             |
| 2011        | 스위스 베른                                 | 프랑스 플로랑 아모디오                      | 프랑스 브라이언 주베르                      | 체코 토마스 베르너                          |             |
| 2012        | 영국 셰필드                                 | 러시아 예브게니 플루셴코                    | 러시아 아르투르 가친스키                    | 프랑스 플로랑 아모디오                      |             |
| 2013        | 크로아티아 자그레브                         | 스페인 하비에르 페르난데스                  | 프랑스 플로랑 아모디오                      | 체코 미칼 브레지나                          |             |
| 2014        | 헝가리 부다페스트                           | 스페인 하비에르 페르난데스                  | 러시아 세르게이 보로노프                    | 러시아 콘스탄틴 멘쇼프                      |             |
| 2015        | 스웨덴 스톡홀름                             | 스페인 하비에르 페르난데스                  | 러시아 막심 코브툰                          | 러시아 세르게이 보로노프                    |             |
| 2016        | 슬로바키아 브라티슬라바                     | 스페인 하비에르 페르난데스                  | 이스라엘 알렉세이 바이첸코                  | 러시아 막심 코브툰                          |             |

### 여자 싱글
| 여자 입상자 | 여자 입상자                                 | 여자 입상자                                 | 여자 입상자                                 | 여자 입상자                                 |
| ----------- | ------------------------------------------- | ------------------------------------------- | ------------------------------------------- | ------------------------------------------- |
| 개최년도    | 개최지                                      | 금                                          | 은                                          | 동                                          |
| 1930        | 오스트리아 빈                               | 오스트리아 프리치 부르거                    | 오스트리아 일제 호르눙                      | 스웨덴 비비안네 훌텐                        |
| 1931        | 스위스 장크트모리츠                         | 노르웨이 소냐 헤니                          | 오스트리아 프리치 부르거                    | 오스트리아 힐데 홀로프스키                  |
| 1932        | 프랑스 파리                                 | 노르웨이 소냐 헤니                          | 오스트리아 프리치 부르거                    | 스웨덴 비비안네 훌텐                        |
| 1933        | 영국 런던                                   | 노르웨이 소냐 헤니                          | 영국 시실리아 콜리지                        | 오스트리아 프리치 부르거                    |
| 1934        | 체코슬로바키아 프라하                       | 노르웨이 소냐 헤니                          | 오스트리아 Liselotte Landbeck               | Maribel Vinson                              |
| 1935        | 스위스 장크트모리츠                         | 노르웨이 소냐 헤니                          | 오스트리아 Liselotte Landbeck               | 영국 시실리아 콜리지                        |
| 1936        | 나치 독일 베를린                            | 노르웨이 소냐 헤니                          | 영국 시실리아 콜리지                        | 영국 메건 테일러                            |
| 1937        | 체코슬로바키아 프라하                       | 영국 시실리아 콜리지                        | 영국 메건 테일러                            | 오스트리아 에미 푸칭거                      |
| 1938        | 스위스 장크트모리츠                         | 영국 시실리아 콜리지                        | 영국 메건 테일러                            | 오스트리아 에미 푸칭거                      |
| 1939        | 영국 런던                                   | 영국 시실리아 콜리지                        | 영국 메건 테일러                            | 영국 대프니 워커                            |
| 1940-1946   | 제2차 세계 대전으로 인해 경기가 열리지 않음 | 제2차 세계 대전으로 인해 경기가 열리지 않음 | 제2차 세계 대전으로 인해 경기가 열리지 않음 | 제2차 세계 대전으로 인해 경기가 열리지 않음 |
| 1947        | 스위스 다보스                               | 캐나다 바버라 앤 스콧                       | 영국 그레천 메릴                            | 영국 대프니 워커                            |
| 1948        | 체코슬로바키아 프라하                       | 캐나다 바버라 앤 스콧                       | 오스트리아 Eva Pawlik                       | 체코슬로바키아 Alena Vrzáňová               |
| 1949        | 이탈리아 밀라노                             | 오스트리아 Eva Pawlik                       | 체코슬로바키아 Alena Vrzáňová               | 영국 Jeannette Altwegg                      |
| 1950        | 노르웨이 오슬로                             | 체코슬로바키아 Alena Vrzáňová               | 프랑스 Jacqueline du Bief                   | 영국 Jeannette Altwegg                      |
| 1951        | 스위스 취리히                               | 영국 Jeannette Altwegg                      | 프랑스 Jacqueline du Bief                   | 영국 바버라 와이엇                          |
| 1952        | 오스트리아 빈                               | 영국 Jeannette Altwegg                      | 프랑스 Jacqueline du Bief                   | 영국 바버라 와이엇                          |
| 1953        | 서독 도르트문트                             | 영국 Valda Osborn                           | 서독 군디 부시                              | 영국 에리카 배철러                          |
| 1954        | 이탈리아 볼차노                             | 서독 군디 부시                              | 영국 에리카 배철러                          | 영국 Yvonne Sugden                          |
| 1955        | 헝가리 부다페스트                           | 오스트리아 하나 아이겔                      | 영국 Yvonne Sugden                          | 영국 에리카 배철러                          |
| 1956        | 프랑스 파리                                 | 오스트리아 잉그리트 벤들                    | 영국 Yvonne Sugden                          | 영국 에리카 배철러                          |
| 1957        | 오스트리아 빈                               | 오스트리아 하나 아이겔                      | 오스트리아 잉그리트 벤들                    | 오스트리아 해나 월터                        |
| 1958        | 체코슬로바키아 브라티슬라바                 | 오스트리아 잉그리트 벤들                    | 오스트리아 해나 월터                        | 네덜란드 Joan Haanappel                     |
| 1959        | 스위스 다보스                               | 오스트리아 해나 월터                        | 네덜란드 Sjoukje Dijkstra                   | 네덜란드 Joan Haanappel                     |
| 1960        | 서독 가르미슈파르텐키르헨                   | 네덜란드 Sjoukje Dijkstra                   | 오스트리아 Regine Heitzer                   | 네덜란드 Joan Haanappel                     |
| 1961        | 동독 베를린                                 | 네덜란드 Sjoukje Dijkstra                   | 오스트리아 Regine Heitzer                   | 체코슬로바키아 Jana Mrázková                |
| 1962        | 스위스 제네바                               | 네덜란드 Sjoukje Dijkstra                   | 오스트리아 Regine Heitzer                   | 오스트리아 카린 프로너                      |
| 1963        | 헝가리 부다페스트                           | 네덜란드 Sjoukje Dijkstra                   | 프랑스 Nicole Hassler                       | 오스트리아 Regine Heitzer                   |
| 1964        | 프랑스 그르노블                             | 네덜란드 Sjoukje Dijkstra                   | 오스트리아 Regine Heitzer                   | 프랑스 Nicole Hassler                       |
| 1965        | 소련 모스코바                               | 오스트리아 Regine Heitzer                   | 영국 샐리앤 스테이플퍼드                    | 프랑스 Nicole Hassler                       |
| 1966        | 체코슬로바키아 브라티슬라바                 | 오스트리아 Regine Heitzer                   | 동독 Gabriele Seyfert                       | 프랑스 Nicole Hassler                       |
| 1967        | 유고슬라비아 류블랴나                       | 동독 Gabriele Seyfert                       | 체코슬로바키아 Hana Mašková                 | 헝가리 Zsuzsa Almássy                       |
| 1968        | 스웨덴 베스테로스                           | 체코슬로바키아 Hana Mašková                 | 동독 Gabriele Seyfert                       | 오스트리아 Beatrix Schuba                   |
| 1969        | 서독 가르미슈파르텐키르헨                   | 동독 Gabriele Seyfert                       | 체코슬로바키아 Hana Mašková                 | 오스트리아 Beatrix Schuba                   |
| 1970        | 소련 레닌그라드주                           | 동독 Gabriele Seyfert                       | 오스트리아 Beatrix Schuba                   | 헝가리 Zsuzsa Almássy                       |
| 1971        | 스위스 취리히                               | 오스트리아 Beatrix Schuba                   | 헝가리 Zsuzsa Almássy                       | 이탈리아 리타 트라파네세                    |
| 1972        | 스웨덴 예테보리                             | 오스트리아 Beatrix Schuba                   | 이탈리아 리타 트라파네세                    | 동독 Sonja Morgenstern                      |
| 1973        | 서독 쾰른                                   | 동독 Christine Errath                       | 영국 Jean Scott                             | 스위스 Karin Iten                           |
| 1974        | 유고슬라비아 자그레브                       | 동독 Christine Errath                       | 네덜란드 Dianne de Leeuw                    | 체코슬로바키아 Liana Drahová                |
| 1975        | 덴마크 코펜하겐                             | 동독 Christine Errath                       | 네덜란드 Dianne de Leeuw                    | 동독 Anett Pötzsch                          |
| 1976        | 스위스 제노바                               | 네덜란드 Dianne de Leeuw                    | 동독 Anett Pötzsch                          | 동독 Christine Errath                       |
| 1977        | 핀란드 헬싱키                               | 동독 Anett Pötzsch                          | 서독 Dagmar Lurz                            | 이탈리아 수산나 드리아노                    |
| 1978        | 프랑스 스트라스부르                         | 동독 Anett Pötzsch                          | 서독 Dagmar Lurz                            | 소련 Elena Vodorezova                       |
| 1979        | 유고슬라비아 자그레브                       | 동독 Anett Pötzsch                          | 서독 Dagmar Lurz                            | 스위스 Denise Biellmann                     |
| 1980        | 스웨덴 예테보리                             | 동독 Anett Pötzsch                          | 서독 Dagmar Lurz                            | 이탈리아 수산나 드리아노                    |
| 1981        | 오스트리아 인스부르크                       | 스위스 Denise Biellmann                     | 유고슬라비아 Sanda Dubravčić                | 오스트리아 Claudia Kristofics-Binder        |
| 1982        | 프랑스 리옹                                 | 오스트리아 Claudia Kristofics-Binder        | 동독 카타리나 비트                          | 소련 Elena Vodorezova                       |
| 1983        | 서독 도르트문트                             | 동독 카타리나 비트                          | 소련 Elena Vodorezova                       | 서독 Claudia Leistner                       |
| 1984        | 헝가리 부다페스트                           | 동독 카타리나 비트                          | 서독 Manuela Ruben                          | 소련 Anna Kondrashova                       |
| 1985        | 스웨덴 예테보리                             | 동독 카타리나 비트                          | 소련 Kira Ivanova                           | 서독 Claudia Leistner                       |
| 1986        | 덴마크 코펜하겐                             | 동독 카타리나 비트                          | 소련 Kira Ivanova                           | 소련 Anna Kondrashova                       |
| 1987        | 유고슬라비아 사라예보                       | 동독 카타리나 비트                          | 소련 Kira Ivanova                           | 소련 Anna Kondrashova                       |
| 1988        | 체코슬로바키아 프라하                       | 동독 카타리나 비트                          | 소련 Kira Ivanova                           | 소련 Anna Kondrashova                       |
| 1989        | 영국 버밍엄                                 | 서독 Claudia Leistner                       | 소련 Natalia Lebedeva                       | 서독 Patricia Neske                         |
| 1990        | 소련 레닌그라드주                           | 동독 Evelyn Grossmann                       | 소련 Natalia Lebedeva                       | 서독 마리나 킬만                            |
| 1991        | 불가리아 소피아                             | 프랑스 Surya Bonaly                         | 독일 Evelyn Grossmann                       | 독일 마리나 킬만                            |
| 1992        | 스위스 로잔                                 | 프랑스 Surya Bonaly                         | 독일 마리나 킬만                            | 독일 Patricia Neske                         |
| 1993        | 핀란드 헬싱키                               | 프랑스 Surya Bonaly                         | 우크라이나 Oksana Baiul                     | 독일 마리나 킬만                            |
| 1994        | 덴마크 코펜하겐                             | 프랑스 Surya Bonaly                         | 우크라이나 Oksana Baiul                     | 러시아 올가 마르코바                        |
| 1995        | 독일 도르트문트                             | 프랑스 Surya Bonaly                         | 러시아 올가 마르코바                        | 우크라이나 Elena Liashenko                  |
| 1996        | 불가리아 소피아                             | 러시아 이리나 슬루츠카야                    | 프랑스 Surya Bonaly                         | 러시아 Maria Butyrskaya                     |
| 1997        | 프랑스 파리                                 | 러시아 이리나 슬루츠카야                    | 헝가리 Krisztina Czakó                      | 우크라이나 Yulia Lavrenchuk                 |
| 1998        | 이탈리아 밀라노                             | 러시아 Maria Butyrskaya                     | 러시아 이리나 슬루츠카야                    | 독일 Tanja Szewczenko                       |
| 1999        | 체코 프라하                                 | 러시아 Maria Butyrskaya                     | 러시아 Julia Soldatova                      | 러시아 Viktoria Volchkova                   |
| 2000        | 오스트리아 빈                               | 러시아 이리나 슬루츠카야                    | 러시아 Maria Butyrskaya                     | 러시아 Viktoria Volchkova                   |
| 2001        | 슬로바키아 브라티슬라바                     | 러시아 이리나 슬루츠카야                    | 러시아 Maria Butyrskaya                     | 러시아 Viktoria Volchkova                   |
| 2002        | 스위스 로잔                                 | 러시아 Maria Butyrskaya                     | 러시아 이리나 슬루츠카야                    | 러시아 Viktoria Volchkova                   |
| 2003        | 스웨덴 말뫼                                 | 러시아 이리나 슬루츠카야                    | 러시아 옐레나 소콜로바                      | 헝가리 Júlia Sebestyén                      |
| 2004        | 헝가리 부다페스트                           | 헝가리 Júlia Sebestyén                      | 우크라이나 Elena Liashenko                  | 러시아 옐레나 소콜로바                      |
| 2005        | 이탈리아 토리노                             | 러시아 이리나 슬루츠카야                    | 핀란드 Susanna Pöykiö                       | 우크라이나 Elena Liashenko                  |
| 2006        | 프랑스 리옹                                 | 러시아 이리나 슬루츠카야                    | 러시아 옐레나 소콜로바                      | 이탈리아 카롤리나 코스트너                  |
| 2007        | 폴란드 바르샤바                             | 이탈리아 카롤리나 코스트너                  | 스위스 사라 마이어                          | 핀란드 키이라 코르피                        |
| 2008        | 크로아티아 자그레브                         | 이탈리아 카롤리나 코스트너                  | 스위스 사라 마이어                          | 핀란드 라우라 레피스퇴                      |
| 2009        | 핀란드 헬싱키                               | 핀란드 라우라 레피스퇴                      | 이탈리아 카롤리나 코스트너                  | 핀란드 수사나 포키오                        |
| 2010        | 에스토니아 탈린                             | 이탈리아 카롤리나 코스트너                  | 핀란드 라우라 레피스퇴                      | 조지아 엘레네 게데바니슈빌리                |
| 2011        | 스위스 베른                                 | 스위스 사라 마이어                          | 이탈리아 카롤리나 코스트너                  | 핀란드 키이라 코르피                        |
| 2012        | 영국 셰필드                                 | 이탈리아 카롤리나 코스트너                  | 핀란드 키이라 코르피                        | 조지아 엘레네 게데바니슈빌리                |
| 2013        | 크로아티아 자그레브                         | 이탈리아 카롤리나 코스트너                  | 러시아 아델리나 소트니코바                  | 러시아 옐리자베타 툭타미셰바                |
| 2014        | 헝가리 부다페스트                           | 러시아 율리야 리프니츠카야                  | 러시아 아델리나 소트니코바                  | 이탈리아 카롤리나 코스트너                  |
| 2015        | 스웨덴 스톡홀름                             | 러시아 옐리자베타 툭타미셰바                | 러시아 옐레나 라디오노바                    | 러시아 안나 포고릴라야                      |
| 2016        | 슬로바키아 브라티슬라바                     |                                             |                                             |                                             |

### 페어
| 페어 입상자 | 페어 입상자                                 | 페어 입상자                                     | 페어 입상자                                      | 페어 입상자                                      |
| ----------- | ------------------------------------------- | ----------------------------------------------- | ------------------------------------------------ | ------------------------------------------------ |
| 개최년도    | 개최지                                      | Gold                                            | Silver                                           | Bronze                                           |
| 1930        | 오스트리아 빈                               | 헝가리 오르고니슈터 올거 / Sándor Szalay        | 헝가리 로테르 에밀리어 / 솔라시 라슬로           | 오스트리아 Gisela Hochaltinger / 오토 프라이세커 |
| 1931        | 스위스 장크트모리츠                         | 헝가리 오르고니슈터 올거 / Sándor Szalay        | 헝가리 로테르 에밀리어 / 솔라시 라슬로           | 오스트리아 릴리 가일라르트 / 빌리 페터           |
| 1932        | 프랑스 파리                                 | 프랑스 Andrée Brunet / Pierre Brunet            | 오스트리아 릴리 가일라르트 / 빌리 페터           | 오스트리아 이디 파페츠 / 카를 츠바크             |
| 1933        | 영국 런던                                   | 오스트리아 이디 파페츠 / 카를 츠바크            | 오스트리아 릴리 가일라르트 / 빌리 페터           | 영국 몰리 필립스 / 로드니 머독                   |
| 1934        | 체코슬로바키아 프라하                       | 헝가리 로테르 에밀리어 / 솔라시 라슬로          | 오스트리아 이디 파페츠 / 카를 츠바크             | 폴란드 조피아 빌로루브나 / 타데우시 코발스키     |
| 1935        | 스위스 장크트모리츠                         | 독일 막시 헤르버 / 에른스트 바이어              | 오스트리아 이디 파페츠 / 카를 츠바크             | 헝가리 걸로 루치 / 딜린게르 레죄                 |
| 1936        | 독일 베를린                                 | 독일 막시 헤르버 / 에른스트 바이어              | 영국 바이얼릿 클리프 / 레슬리 클리프             | 헝가리 세크레네시 피로슈커 / 세크레네시 어틸러   |
| 1937        | 체코슬로바키아 프라하                       | 독일 막시 헤르버 / 에른스트 바이어              | 오스트리아 일제 파우진 / 에리히 파우진           | 헝가리 세크레네시 피로슈커 / 세크레네시 어틸러   |
| 1938        | 스위스 장크트모리츠                         | 독일 막시 헤르버 / 에른스트 바이어              | 오스트리아 일제 파우진 / 에리히 파우진           | 독일 잉게 코흐 / Gunther Noack                   |
| 1939        | 영국 런던                                   | 독일 막시 헤르버 / 에른스트 바이어              | 오스트리아 일제 파우진 / 에리히 파우진           | 독일 잉게 코흐 / Gunther Noack                   |
| 1940-1946   | 제2차 세계 대전으로 인해 경기가 열리지 않음 | 제2차 세계 대전으로 인해 경기가 열리지 않음     | 제2차 세계 대전으로 인해 경기가 열리지 않음      | 제2차 세계 대전으로 인해 경기가 열리지 않음      |
| 1947        | 스위스 다보스                               | 벨기에 Micheline Lannoy / Pierre Baugniet       | 영국 위니프레드 실버손 / 데니스 실버손           | 벨기에 Suzanne Diskeuve / Edmond Verbustel       |
| 1948        | 체코슬로바키아 프라하                       | 헝가리 케케시 언드레어 / 키라이 에데            | 체코슬로바키아 Blažena Knittlová / Karel Vosátka | 오스트리아 Herta Ratzenhofer / Emil Ratzenhofer  |
| 1949        | 이탈리아 밀라노                             | 헝가리 케케시 언드레어 / 키라이 에데            | 헝가리 너지 머리언네 / 너지 라슬로               | 오스트리아 Herta Ratzenhofer / Emil Ratzenhofer  |
| 1950        | 노르웨이 오슬로                             | 헝가리 너지 머리언네 / 너지 라슬로              | 스위스 Eliane Steinemann / André Calame          | 영국 Jennifer Nicks / John Nicks                 |
| 1951        | 스위스 취리히                               | 서독 Ria Baran / Paul Falk                      | 스위스 Eliane Steinemann / André Calame          | 영국 Jennifer Nicks / John Nicks                 |
| 1952        | 오스트리아 빈                               | 서독 Ria Baran / Paul Falk                      | 영국 Jennifer Nicks / John Nicks                 | 헝가리 너지 머리언네 / 너지 라슬로               |
| 1953        | 서독 도르트문트                             | 영국 Jennifer Nicks / John Nicks                | 헝가리 너지 머리언네 / 너지 라슬로               | 오스트리아 Elisabeth Schwartz / Kurt Oppelt      |
| 1954        | 이탈리아 볼차노                             | 스위스 Silvia Grandjean / Michel Grandjean      | 오스트리아 Elisabeth Schwartz / Kurt Oppelt      | 체코슬로바키아 Soňa Balůnova / Miroslav Balůn    |
| 1955        | 헝가리 부다페스트                           | 헝가리 너지 머리언네 / 너지 라슬로              | 체코슬로바키아 Vera Suchánková / Zdeněk Doležal  | 서독 마리카 킬리우스 / 프란츠 닝겔               |
| 1956        | 프랑스 파리                                 | 오스트리아 Elisabeth Schwartz / Kurt Oppelt     | 헝가리 너지 머리언네 / 너지 라슬로               | 서독 마리카 킬리우스 / 프란츠 닝겔               |
| 1957        | 오스트리아 빈                               | 체코슬로바키아 Věra Suchánková / Zdeněk Doležal | 헝가리 너지 머리언네 / 너지 라슬로               | 서독 마리카 킬리우스 / 프란츠 닝겔               |
| 1958        | 체코슬로바키아 브라티슬라바                 | 체코슬로바키아 Věra Suchánková / Zdeněk Doležal | 소련 Nina Zhuk / Stanislav Zhuk                  | 영국 조이스 코츠 / 앤서니 홀스                   |
| 1959        | 스위스 다보스                               | 서독 마리카 킬리우스 / Hans-Jürgen Bäumler      | 소련 Nina Zhuk / Stanislav Zhuk                  | 영국 조이스 코츠 / 앤서니 홀스                   |
| 1960        | 서독 가르미슈파르텐키르헨                   | 서독 마리카 킬리우스 / Hans-Jürgen Bäumler      | 소련 Nina Zhuk / Stanislav Zhuk                  | 서독 Margret Gobl / 프란츠 닝겔                  |
| 1961        | 동독 베를린                                 | 서독 마리카 킬리우스 / Hans-Jürgen Bäumler      | 서독 Margret Gobl / 프란츠 닝겔                  | 동독 Margrit Senf / Peter Gobel                  |
| 1962        | 스위스 제네바                               | 서독 마리카 킬리우스 / Hans-Jürgen Bäumler      | 소련 Ludmila Belousova / 올레크 프로토포포프     | 서독 Margret Gobl / 프란츠 닝겔                  |
| 1963        | 헝가리 부다페스트                           | 서독 마리카 킬리우스 / Hans-Jürgen Bäumler      | 소련 Ludmila Belousova / 올레크 프로토포포프     | 소련 Tatjana Zhuk / Alexander Gavrilov           |
| 1964        | 프랑스 그르노블                             | 서독 마리카 킬리우스 / Hans-Jürgen Bäumler      | 소련 Ludmila Belousova / 올레크 프로토포포프     | 소련 Tatiana Zhuk / Aleksandr Gavrilov           |
| 1965        | 소련 모스코바                               | 소련 Ludmila Belousova / 올레크 프로토포포프    | 스위스 Gerda Johner / Ruedi Johner               | 소련 Tatjana Zhuk / Aleksandr Gorelik            |
| 1966        | 체코슬로바키아 브라티슬라바                 | 소련 Ludmila Belousova / 올레크 프로토포포프    | 소련 Tatiana Zhuk / Aleksandr Gorelik            | 서독 Margo Glockschuber / 볼프강 다네            |
| 1967        | 유고슬라비아 류블랴나                       | 소련 Ludmila Belousova / 올레크 프로토포포프    | 서독 Margot Glockshuber / 볼프강 다네            | 동독 하이데마리 슈타이너 / 하인츠울리히 발터     |
| 1968        | 스웨덴 베스테로스                           | 소련 Ludmila Belousova / 올레크 프로토포포프    | 소련 타마라 모스크비나 / 알렉세이 미신           | 동독 하이데마리 슈타이너 / 하인츠울리히 발터     |
| 1969        | 서독 가르미슈파르텐키르헨                   | 소련 이리나 로드리나 / 알렉세이 울라노프        | 소련 Ludmila Belousova / 올레크 프로토포포프     | 소련 타마라 모스크비나 / 알렉세이 미신           |
| 1970        | 소련 레닌그라드주                           | 소련 이리나 로드리나 / 알렉세이 울라노프        | 소련 Ludmila Smirnova / Andrei Suraikin          | 동독 하이데마리 슈타이너 / 하인츠울리히 발터     |
| 1971        | 스위스 취리히                               | 소련 이리나 로드리나 / 알렉세이 울라노프        | 소련 Ludmila Smirnova / Andrei Suraikin          | 소련 Galina Karelina / Georgi Proskurin          |
| 1972        | 스웨덴 예테보리                             | 소련 이리나 로드리나 / 알렉세이 울라노프        | 소련 Ludmila Smirnova / Andrei Suraikin          | 동독 Manuela Groß / 우베 카겔만                  |
| 1973        | 서독 쾰른                                   | 소련 이리나 로드리나 / Alexander Zaitsev        | 소련 Ludmila Smirnova / 알렉세이 울라노프        | 서독 Almut Lehmann / Herbert Wiesinger           |
| 1974        | 유고슬라비아 자그레브                       | 소련 이리나 로드리나 / Alexander Zaitsev        | 동독 Romy Kermer / Rolf Österreich               | 소련 Ludmila Smirnova / 알렉세이 울라노프        |
| 1975        | 덴마크 코펜하겐                             | 소련 이리나 로드리나 / Alexander Zaitsev        | 동독 Romy Kermer / Rolf Österreich               | 동독 Manuela Groß / 우베 카겔만                  |
| 1976        | 스위스 제노바                               | 소련 이리나 로드리나 / Alexander Zaitsev        | 동독 Romy Kermer / Rolf Österreich               | 소련 이리나 보로비예바 / Alexandr Vlasov         |
| 1977        | 핀란드 헬싱키                               | 소련 이리나 로드리나 / Alexander Zaitsev        | 소련 이리나 보로비예바 / Alexandr Vlasov         | 소련 Marina Cherkasova / Sergei Shakhrai         |
| 1978        | 프랑스 스트라스부르                         | 소련 이리나 로드리나 / Alexander Zaitsev        | 소련 Marina Cherkasova / Sergei Shakhrai         | 동독 Manuela Mager / Uwe Bewersdorff             |
| 1979        | 유고슬라비아 자그레브                       | 소련 Marina Cherkasova / Sergei Shakhrai        | 소련 이리나 보로비예바 / 이고리 리솝스키         | 동독 Sabine Baeß / Tassilo Thierbach             |
| 1980        | 스웨덴 예테보리                             | 소련 이리나 로드리나 / Alexander Zaitsev        | 소련 Marina Cherkasova / Sergei Shakhrai         | 소련 Marina Pestova / Stanislav Leonovich        |
| 1981        | 오스트리아 인스부르크                       | 소련 이리나 보로비예바 / 이고리 리솝스키        | 서독 Christina Riegel / Andreas Nischwitz        | 소련 Marina Cherkasova / Sergei Shakhrai         |
| 1982        | 프랑스 리옹                                 | 동독 Sabine Baeß / Tassilo Thierbach            | 소련 Marina Pestova / Stanislav Leonovich        | 소련 이리나 보로비예바 / 이고리 리솝스키         |
| 1983        | 서독 도르트문트                             | 동독 Sabine Baeß / Tassilo Thierbach            | 소련 옐레나 발로바 / Oleg Vasiliev               | 동독 Birgit Lorenz / Knut Schubert               |
| 1984        | 헝가리 부다페스트                           | 소련 옐레나 발로바 / Oleg Vasiliev              | 동독 Sabine Baeß / Tassilo Thierbach             | 동독 Birgit Lorenz / Knut Schubert               |
| 1985        | 스웨덴 예테보리                             | 소련 옐레나 발로바 / Oleg Vasiliev              | 소련 Larisa Selezneva / 올레크 마카로프          | 소련 Veronika Pershina / Marat Akbarov           |
| 1986        | 덴마크 코펜하겐                             | 소련 옐레나 발로바 / Oleg Vasiliev              | 소련 예카테리나 고르데예바 / Sergei Grinkov      | 소련 Elena Bechke / Valeri Kornienko             |
| 1987        | 유고슬라비아 사라예보                       | 소련 Larisa Selezneva / 올레크 마카로프         | 소련 옐레나 발로바 / Oleg Vasiliev               | 동독 Katrin Kanitz / Tobias Schröter             |
| 1988        | 체코슬로바키아 프라하                       | 소련 예카테리나 고르데예바 / Sergei Grinkov     | 소련 Larisa Selezneva / 올레크 마카로프          | 동독 Peggy Schwarz / Alexander König             |
| 1989        | 영국 버밍엄                                 | 소련 Larisa Selezneva / 올레크 마카로프         | 동독 만디 뵈첼 / Axel Rauschenbach               | 소련 Natalia Mishkutenok / Artur Dmitriev        |
| 1990        | 소련 레닌그라드주                           | 소련 예카테리나 고르데예바 / Sergei Grinkov     | 소련 Larisa Selezneva / 올레크 마카로프          | 소련 Natalia Mishkutenok / Artur Dmitriev        |
| 1991        | 불가리아 소피아                             | 소련 Natalia Mishkutenok / Artur Dmitriev       | 소련 Elena Bechke / Denis Petrov                 | 소련 예브게니아 시시코바 / 바딤 나우모프         |
| 1992        | 스위스 로잔                                 | 러시아 Natalia Mishkutenok / Artur Dmitriev     | 러시아 Elena Bechke / Denis Petrov               | 러시아 예브게니아 시시코바 / 바딤 나우모프       |
| 1993        | 핀란드 헬싱키                               | 러시아 Marina Eltsova / Andrei Bushkov          | 독일 만디 뵈첼 / 잉고 슈토이어                   | 러시아 예브게니아 시시코바 / 바딤 나우모프       |
| 1994        | 덴마크 코펜하겐                             | 러시아 예카테리나 고르데예바 / Sergei Grinkov   | 러시아 예브게니아 시시코바 / 바딤 나우모프       | 러시아 Natalia Mishkutenok / Artur Dmitriev      |
| 1995        | 독일 도르트문트                             | 독일 만디 뵈첼 / 잉고 슈토이어                  | 체코 라트카 코바르지코바 / 레네 노보트니         | 러시아 예브게니아 시시코바 / 바딤 나우모프       |
| 1996        | 불가리아 소피아                             | 러시아 옥사나 카자코바 / Artur Dmitriev         | 독일 만디 뵈첼 / 잉고 슈토이어                   | 프랑스 Sarah Abitbol / Stephane Bernadis         |
| 1997        | 프랑스 파리                                 | 러시아 Marina Eltsova / Andrei Bushkov          | 독일 만디 뵈첼 / 잉고 슈토이어                   | 러시아 Yelena Berezhnaya / Anton Sikharulidze    |
| 1998        | 이탈리아 밀라노                             | 러시아 Yelena Berezhnaya / Anton Sikharulidze   | 러시아 옥사나 카자코바 / Artur Dmitriev          | 프랑스 Sarah Abitbol / Stephane Bernadis         |
| 1999        | 체코 프라하                                 | 러시아 마리야 페트로바 / 알렉세이 티호노프      | 폴란드 도로타 자구르스카 / 마리우시 시우데크     | 프랑스 Sarah Abitbol / Stephane Bernadis         |
| 2000        | 오스트리아 빈                               | 러시아 마리야 페트로바 / 알렉세이 티호노프      | 폴란드 도로타 자구르스카 / 마리우시 시우데크     | 프랑스 Sarah Abitbol / Stephane Bernadis         |
| 2001        | 슬로바키아 브라티슬라바                     | 러시아 Yelena Berezhnaya / Anton Sikharulidze   | 러시아 Tatiana Totmianina / 막심 마리닌          | 프랑스 Sarah Abitbol / Stephane Bernadis         |
| 2002        | 스위스 로잔                                 | 러시아 Tatiana Totmianina / 막심 마리닌         | 프랑스 Sarah Abitbol / Stephane Bernadis         | 러시아 마리야 페트로바 / 알렉세이 티호노프       |
| 2003        | 스웨덴 말뫼                                 | 러시아 Tatiana Totmianina / 막심 마리닌         | 프랑스 Sarah Abitbol / Stephane Bernadis         | 러시아 마리야 페트로바 / 알렉세이 티호노프       |
| 2004        | 헝가리 부다페스트                           | 러시아 Tatiana Totmianina / 막심 마리닌         | 러시아 마리야 페트로바 / 알렉세이 티호노프       | 폴란드 도로타 자구르스카 / 마리우시 시우데크     |
| 2005        | 이탈리아 토리노                             | 러시아 Tatiana Totmianina / 막심 마리닌         | 러시아 Julia Obertas / Sergei Slavnov            | 러시아 마리야 페트로바 / 알렉세이 티호노프       |
| 2006        | 프랑스 리옹                                 | 러시아 Tatiana Totmianina / 막심 마리닌         | 독일 알레나 사브첸코 / 로빈 졸코비               | 러시아 마리야 페트로바 / 알렉세이 티호노프       |
| 2007        | 폴란드 바르샤바                             | 독일 알레나 사브첸코 / 로빈 졸코비              | 러시아 마리야 페트로바 / 알렉세이 티호노프       | 폴란드 도로타 시우데크 / 마리우시 시우데크       |
| 2008        | 크로아티아 자그레브                         | 독일 알레나 사브첸코 / 로빈 졸코비              | 러시아 마리아 무호르토바 / 막심 트란코프         | 러시아 유코 카바구티 / 알렉산드르 스미르노프     |
| 2009        | 핀란드 헬싱키                               | 독일 알레나 사브첸코 / 로빈 졸코비              | 러시아 유코 카바구티 / 알렉산드르 스미르노프     | 러시아 마리아 무호르토바 / 막심 트란코프         |
| 2010        | 에스토니아 탈린                             | 러시아 유코 카바구티 / 알렉산드르 스미르노프    | 독일 알레나 사브첸코 / 로빈 졸코비               | 러시아 마리아 무호르토바 / 막심 트란코프         |
| 2011        | 스위스 베른                                 |                                                 |                                                  |                                                  |
| 2012        | 영국 셰필드                                 |                                                 |                                                  |                                                  |
| 2013        | 크로아티아 자그레브                         |                                                 |                                                  |                                                  |
| 2014        | 헝가리 부다페스트                           |                                                 |                                                  |                                                  |
| 2015        | 스웨덴 스톡홀름                             |                                                 |                                                  |                                                  |
| 2016        | 슬로바키아 브라티슬라바                     |                                                 |                                                  |                                                  |

## 참조
- ISU Results: Men
- ISU Results: Ladies
- ISU Results: Pairs
- ISU Results: Dance
- ISU Constitution & General Regulations 2006
- ISU Special Regulations and Technical Rules: Single and Pair Skating and Ice Dancing 2006